# Macedonia Północna w Konkursie Piosenki Eurowizji Junior
Macedonia Północna zadebiutowała w Konkursie Piosenki Eurowizji Junior w 2003 roku. Od czasu debiutu konkursem w kraju zajmuje się macedoński nadawca publiczny Makedonska Radio Televizija (MKRTV).
Najwyższym wynikiem kraju w konkursie jest piąte miejsce, które w 2007 i 2008 zajęli Rosica Kulakowa i Dimitar Stojmenowski z piosenką „Ding Ding Dong” oraz Bobi Andonow z piosenką „Prati mi SMS”.

## Historia Macedonii Północnej w Konkursie Piosenki Eurowizji Junior

### Konkurs Piosenki Eurowizji Junior 2003
Macedonia Północna była jednym z krajów, który zadebiutował na inauguracyjnym 1. Konkursie Piosenki Eurowizji Junior w hali Forum w Kopenhadze. Telewizja macedońska MKRTV postanowiła wybrać swojego reprezentanta poprzez zorganizowanie preselekcji Junior Eurosong. Spośród 32 zgłoszeń jury tj. cztery osoby dorosłe i czworo dzieci – zgodnie z regulaminem EBU wybrało 10 utworów, które wystąpią 28 czerwca 2003 roku podczas finału preselekcji. O wynikach finału preselekcji decydowało głosowanie jury i telewidzów.
14 czerwca 2003 w finale preselekcji Junior Eurosong wystąpili: Teodora Trajkowska („Sonuwam”), Monika Kitanowska („Lubowta dwiżi se”), Marija Arsowska i Wiktorija Łoba („Ti ne me poznawasz”), Angeła Lamowa i Iwet Caro („Szareni peperutki”), Hristijan Dimitriewski i Boban Simonowski („Kako Hari Poter”), Martina Siłjanowska i Werica Spasowska („Bliznaczki”), Goran Gełewski, Dawid Miłoszewski, Goce Marotow („Czuden e owoj swet”), Simona Poposka, Orhideja Dukowa, Marija Hadżistojanowa („Do site deca”), Bisera i Bojana Ilioski („Ne sozdade ti”), Maja Mihajłowska, Renata Krałewska oraz Elisaweta Koszewac („Sakam da sum”).
Finał preselekcji wygrały Marija i Wiktorija z utworem „Ti ne me poznavaš” skomponowanym i napisanym przez Irenę Galabowską. 15 listopada 2003 odbył się finał konkursu; Marija i Wiktorija wystąpiły szóste w kolejności startowej i zajęły 12. miejsce zdobywszy 19 punktów, w tym najwyższą notę 10 punktów od Rumunii.

### Konkurs Piosenki Eurowizji Junior 2004
26 czerwca 2004 odbył się finał preselekcji Junior Eurosong do 2. Konkursu Piosenki Eurowizji Junior, podczas których wystąpiło dziesięcioro uczestników: Lubinka Petruszewska („Na wrata tropa lubowta”), Ełena Dimowska („Ako dojde kraj”), Gligor Dinew, Ewa Hristowska, Ruben Jusuf, Weronika Szijak, Ełena Jowanowska („Gradski fraer”), Martina Siłjanowska („Zabawa”), Marija Pawłowska („Dożdot”), Irana Atanasowska i Bojdan Smiłewski („Nema sto da krime”), Robert Mitrow („Te sonuwam”), Gordana Monewska („Osamena”), Iwet Karo i Orhideja Dukowska („Angel czuwar”) oraz Stefani Brzanowa („Gułapcze”).
Decyzją jury i telewidzów finał preselekcji zwyciężyła Martina Siłjanowska z piosenką „Zabawa”. 20 listopada wystąpiła w finale konkursu rozgrywanego w Lillehammer. Zajęła 7. miejsce zdobywszy 64 punkty, w tym najwyższą notę 8 punktów od Chorwacji.

### Konkurs Piosenki Eurowizji Junior 2005
17 września 2005 odbyły się preselekcje do 3. Konkursu Piosenki Eurowizji Junior, podczas których wystąpiło dziesięciu uczestników: Denis Dimoski („Rodendeski baknež”), Iwana i Wojdan („Jas i ti”), Kristina Miłoszewska („Zapej mi”), Miłanka Noweska („Mojot son”), Petar Gurewski („Daj mi nekoj znak”), Robert Mitrow („Kade da te pronajdam”), Simona Dimitrowa („Siłen ritam”), Pandelina Atanasowa („Magija da naprawam”), Despina Spirowska („Lubow bez granici”) i Stefani Brzanowa („Detska fantazija”). O wynikach decydowali telewidzowie oraz jury w składzie: Ałeksandar Dżambazow, Martina Smilanowska, Ałeksandar Masewski oraz Tamara Todewska.
Reprezentantem Macedonii Północnej został 12-letni Denis Dimoski z piosenką „Rodendeski bakneż”. 26 listopada 2005 wystąpił jako ósmy w kolejności i zajął 8. miejsce z 68 punktami na koncie.

### Konkurs Piosenki Eurowizji Junior 2006
19 września 2006 odbył się finał preselekcji Junior Eurosong do 4. Konkursu Piosenki Eurowizji Junior. Zwycięzca został wyłoniony na podstawie głosowania telewidzów oraz profesjonalnego jury, w którego skład wchodzili: Aleksandar Džambazow, Lambe Alabakowski oraz ubiegłoroczny reprezentant Macedonii – Denis Dimoski.
W finale rywalizowało łącznie dziesięciu uczestników: Stefani Brzanowa („Za prw pat wlubena”), Damjan Karanfiłow i Goran Pawłowski („Wluben”), Iwona Bogoewska  i Simona Popowska („Disko”), Iwona Popczewska („Poubaw tandem”), Łaura Krliu („Tika tak”), Sofija Karapeewa i Zorica Iliewska („Petok weczer”), Natasza Trajkowska („Szto da prawam”), Miłanka Nowewska („Omiłena”), Fikrija Tair i Patritsija Gorgiewa („Ritam brz”) i Zana Aliu („Wlubena”).
Finał preselekcji zwyciężyła Zana Aliu z utworem „Wlubena”. 2 grudnia 2006 wystąpiła dziewiąta w kolejności startowej i zajęła ostatnie 15. miejsce zdobywszy 14 punktów.

### Konkurs Piosenki Eurowizji Junior 2007
6 października 2007 odbył się finał preselekcji Junior Eurosong do 5. Konkursu Piosenki Eurowizji Junior. Gościem specjalnym był Toše Proeski i poprzedni reprezentanci. W finale rywalizowało piętnastu uczestników: Kristina Kostowska („Ponekogasz posakuwam”), Dewana Georgiewska („Eden kiss sladok kiss”), Iwa Zdrawkowiḱ i Natalija Janczewska („Słatki dewojki”), Nikola Trenczewski („Fraer sum jas”), Rosica Kułakowa i Dimitar Stojmenowski („Ding Ding Dong”), Miła Zafirowiḱ („Wo ritamot na srce dwe”), Tamara Kichukowa, Renata Mitewska i Mihaeła Stojanowska („Ajde wo disko”), Natasza Łatinowska i Iłarija Kiriłow („Gławobołka”), Nawena Cwetanowa i Ola Stojkowska („Ne mi e nisto”), Mia Łangowska („Bidi srekjen”), Magdalena Mitrowska („Sekoj ima eden dom”), Sara Markoska („Mislis na mene”), Marija Zafirowska („Mojata muzika”), Magdałena Stoiłkowska („Ritam i muzika”) i Emilija Jusuf & Sara Samardziska („Swetot e moj”).
Final preselekcji decyzją jury i telewidzów wygrał duet Rosicy Kułakowej i Dimitariego Stojmenowskiego z piosenką „Ding Ding Dong”. 8 grudnia wystąpili w hali Ahoy Arena w Rotterdamie i zajęli 5. miejsce zdobywszy 111 punktów, w tym najwyższą notę 12 punktów od Bułgarii i Serbii.

### Konkurs Piosenki Eurowizji Junior 2008
20 września 2008 roku odbyły się preselekcje Junior Eurosong do 6. Konkursu Piosenki Eurowizji Junior. Prowadzącymi finał preselekcji byli: Gorast Cwetkowski i Ivona Bogoewska. W konkursie rywalizowało piętnaście kandydatów: Petar Gjurewski („Sonuwam”), Gorazd Grmaszkowski („Ajde gore race”), Bisera Bazer („Sewer-jug”), Dejana, Błagoja i Sara („Pejte so nas”), Dorijan i Filipa („Sreḱni sme”), Natasza Łatinowska („Pariczka”), Mirjana Burnaz („Simpatijo moja”), Miła Miliwojewiḱ („Ucziliszte najmiło”), Marija Zafirowska („Mojot as”), Marija i Natasza („Sreḱen den”), Bobi Andonow („Prati mi SMS”) i Aneta i Maja („Lubow moja”). Zwycięzcę wyłoniono na podstawie głosowania jury oraz telewidzów.
Finał preselekcji zwyciężył 14-letni Bobi Andanow z utworem „Prati mi SMS”. 22 listopada 2008 wystąpił w finale konkursu rozgrywanego w Limassolu i zajął 5. miejsce zdobywszy 93 punkty, w tym notę 10 punktów od Rumunii.

### Konkurs Piosenki Eurowizji Junior 2009
14 lipca 2009 macedoński nadawca Makedonska Radio Televizija (MKRTV) potwierdził udział w 7. Konkursie Piosenki Eurowizji Junior, który został rozegrany w Kijowie na Ukrainie. Termin nadsyłania zgłoszeń do preselekcji Junior Eurosong trwał do 1 sierpnia 2009. Profesjonalne jury tj. Danieł Todorowski, Adi Imeri, Meri Popowa, dyrygent Sasza Nikołowski oraz Adni Czałmi, wybrało dwunastu uczestników, którzy wystąpią w finale preselekcji podczas transmisji na żywo 29 września. Prowadzącymi finał preselekcji byli: Iwona Bogeska i Dime Dimitrowski.
Uczestnikami, którzy zakwalifikowali się do finału zostali: Jowana Krstewska („Kako wo krug”), Filipa, Dea i Tea („Tiki tiki da da”), Teodora Angełewska („Panika od lubow”), Martina Dojczinowska („Lubowta e magija”), Kristijan Nedełkowski („Każi żełba”), Sara Markowska („Za lubowta”), Marija Zafirowska („Lubowta boli”), Andrej Jowanowski („Dewojcze Makedonsko”), Ana Awramowska („Meko R”), Martina Matewska („Wodi me na Ewrosong”), Miła Janewska („Nema boja lubowta”) oraz Iwana Simowska („Angełski głas”). 
Zwyciężczynią preselekcji została Sara Markoska, która otrzymała największą liczbę głosów tj. 378 wysłanych telefonicznie, co przełożyło się na 10 punktów oraz 8 punktów od jury.
12 listopada wystąpiła jako trzynasta w kolejności w finale Konkursu Piosenki Eurowizji Junior i zajęła 12. miejsce z 31 punktami na koncie.

### Konkurs Piosenki Eurowizji Junior 2010
25 września 2010 odbył się finał preselekcji do 8. Konkursu Piosenki Eurowizji Junior, podczas których wystąpiło pięciu uczestników: Dino Hridżiḱ („Ar en bi do tri”), Martina Awramowska („Zapejte”), Nikoła Iliew („Za twoite oczi”), Amajlija Stojanowska („Igraj, skokaj, tancuwaj”) oraz Ania Weterowa („Magiczna pesna (Eo Eo)”).
Preselekcje prowadzone przez Monikę Todorowską i Toniego Drenkowskiego wygrała Ania Weterowa, dzięki czemu 20 listopada reprezentowała Macedonię w finale konkursu rozgrywanego w Mińsku na Białorusi. Podczas imprezy wykonała utwór „Magiczna pesna (Eo Eo)”, który sama napisała i skomponowała. Ostatecznie zajęła 12. miejsce zdobywszy 38 punktów.

### Konkurs Piosenki Eurowizji Junior 2011
Macedoński nadawca 14 czerwca 2011 potwierdził, że weźmie udział w 9. Konkursie Piosenki Eurowizji dla Junior. Termin nadsyłania utworów do preselekcji trwał do 1 września 2011. 24 września 2011 odbył się finał preselekcji Junior Eurosong, w którym udział wzięło pięciu uczestników: Ivana Simoska („Vo srcevo”), Kjara Golja („Novo chuvstvo”), Gjorgji Gjorgjiev („Igraj”), Teodora Nastoska („Srekja”) oraz Dorijan Dłaka („Żimi owoj frak”).

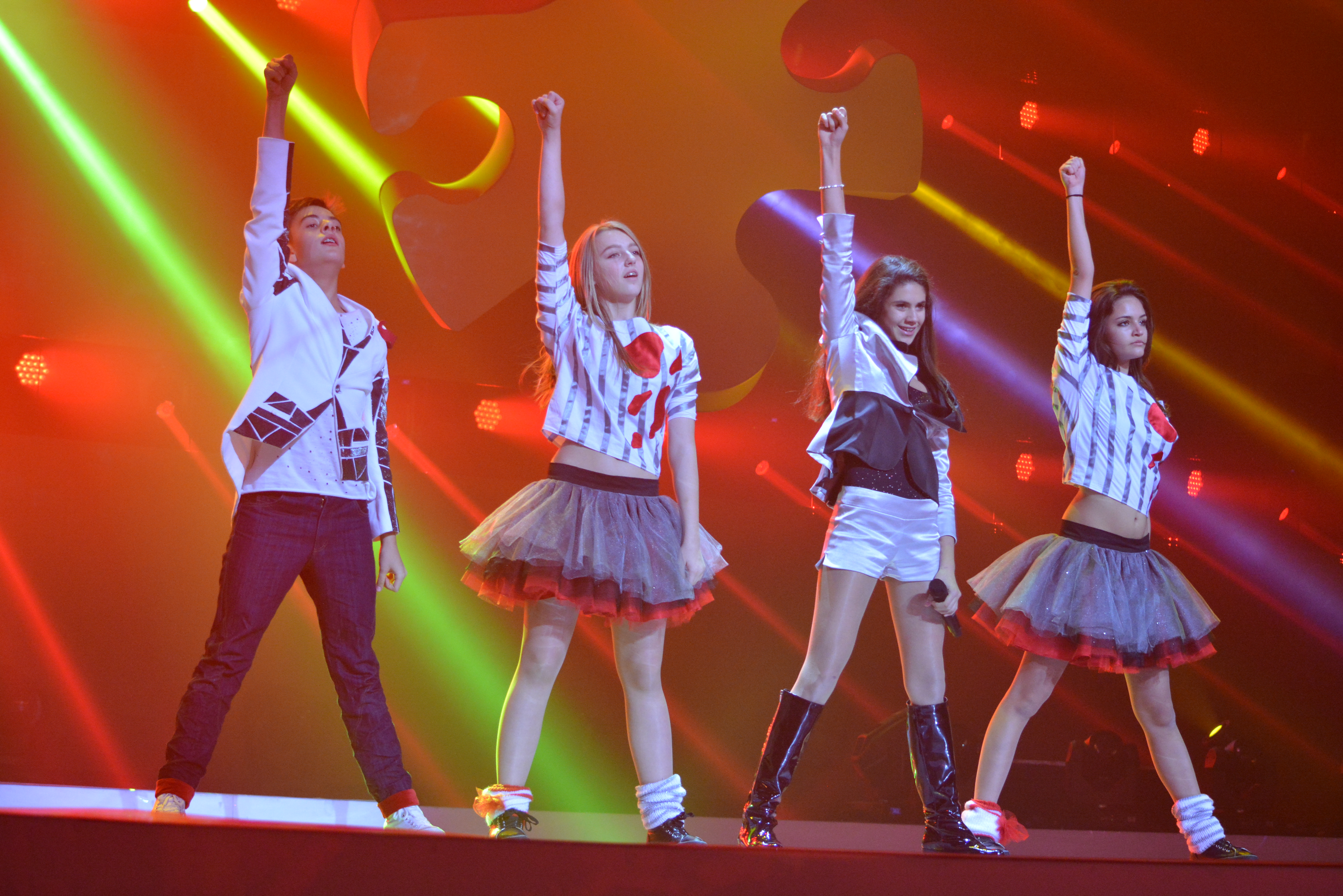
Barbara Popowiḱ podczas próby generalnej w 2013

Finał preselekcji zwyciężył 14-letni Dorijan Dłaka z piosenką „Żimi owoj frak”, dzięki czemu uzyskał prawo do reprezentowania Macedonii w Konkursie Piosenki Eurowizji dla Dzieci. 3 grudnia 2011 wystąpił w finale konkursu rozgrywanego w Erywaniu i zajął 12. miejsce zdobywszy 31 punktów.

### Konkurs Piosenki Eurowizji Junior 2012: Brak udziału
13 lipca 2012 macedoński nadawca Makedonska Radio Televizija (MKRTV) potwierdził, że nie weźmie udziału w 10. Konkursie Piosenki Eurowizji Junior z powodu problemów finansowych.

### Konkurs Piosenki Eurowizji Junior 2013
26 września 2013 macedoński nadawca Makedonska Radio Televizija (MKRTV) potwierdził powrót, po rocznej przerwie, i udział w 11. Konkursie Piosenki Eurowizji Junior. Nadawca po raz pierwszy zdecydował się wewnętrznie wybrać swojego reprezentanta. 17 października MKRTV ogłosiło, że 13-letnia Barbara Popowiḱ została wybrana do reprezentowania Macedonii z utworem „Ohrid i muzika”.
30 listopada 2013 Barbara wystąpiła piąta w kolejności startowej w finale konkursu rozgrywanego w Kijowie, zajęła ostatnie 12. miejsce z 19 punktami na koncie.

### Konkurs Piosenki Eurowizji Junior 2014: Brak udziału
4 września macedoński nadawca potwierdził, że nie weźmie udziału w 12. Konkursie Piosenki Eurowizji Junior. Nadawca stwierdził iż: „obecnie pracujemy nad nowymi projektami programowymi na sezon 2014/2015, oraz treściami, które upamiętniają wielką rocznicę stacji. Wszystkie możliwości techniczne i finansowe są skierowanie ku osiągnięciu tych celów, więc postanowiliśmy zrobić sobie rok przerwy od udziału w Konkursie Piosenki Eurowizji Junior. Nie oznacza to jednak, że MKRTV wycofuje się z dalszego udziału w konkursie”.

### Konkurs Piosenki Eurowizji Junior 2015
24 lipca 2015 macedoński nadawca Makedonska Radio Televizija (MKRTV) potwierdził, że kraj weźmie udział w 13. Konkursie Piosenki Eurowizji Junior w Sofii, po tym jak zrobili sobie roczną przerwę od udziału w konkursie. 24 sierpnia 2015 telewizja zdecydowała się zorganizować wewnętrzne przesłuchania, termin nadsyłania zgłoszeń trwał do 5 września 2015.
17 września ogłoszono, że duet składający się z Iwany i Magdaleny będzie reprezentować Macedonię, a 9 października ujawniono ich piosenkę „Pletenka – Braid of Love”. 21 listopada wystąpiły jako dziewiąte w finale konkursu i zajęły ostatnie 17. miejsce zdobywszy 26 punktów.

### Konkurs Piosenki Eurowizji Junior 2016
Macedoński nadawca 19 lipca 2016 potwierdził udział w 14. Konkursie Piosenki Eurowizji Junior. 24 lipca 2016 MRTV ogłosiło, że wewnętrznie do reprezentowania Macedonii wybrali Martiję Stanojkowiḱ. Jej piosenka „Love Will Lead Our Way” została wydana 10 października 2016. 20 listopada Martija wystąpiła siódma w kolejności startowej występów. Zajęła 12. miejsce zdobywszy 41 punktów.

### Konkurs Piosenki Eurowizji Junior 2017
8 września 2017 macedoński nadawca ujawnił, że wybrał wewnętrznie czternastoletnią Minę Blažev do reprezentowania Macedonii w 15. Konkursie Piosenki Eurowizji Junior. Jej piosenka na konkurs „Dancing Through Life” została wydana 8 października 2017 wraz z oficjalnym teledyskiem. Utwór został napisany i skomponowany przez Aleksandra Masevskiego. 26 listopada 2017 Mina wystąpiła jako ósma w kolejności i zajęła 12. miejsce zdobywszy 41 punktów.

### Konkurs Piosenki Eurowizji Junior 2018

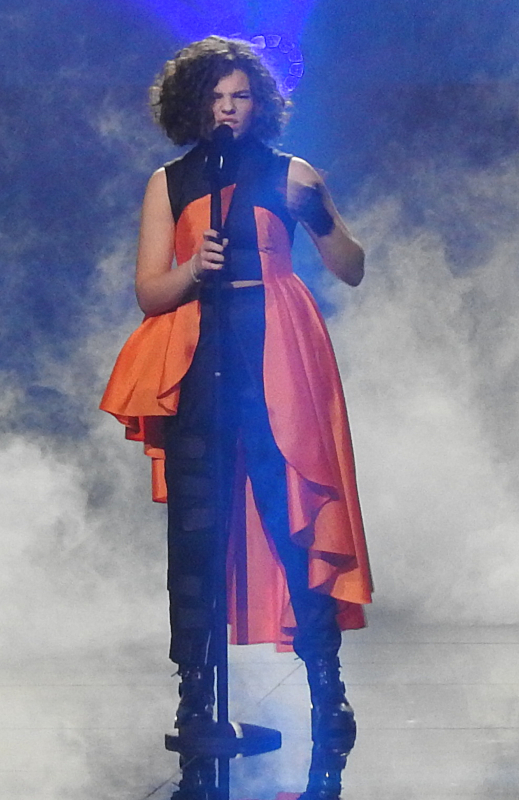
Miła Moskow podczas próby w Gliwicach

4 lipca 2018 macedoński nadawca MKRTV potwierdził udział w 16. Konkursie Piosenki Eurowizji Junior. 24 sierpnia ogłoszono, że na reprezentantkę wewnętrznie została wybrana Marija Spasowska, po tym jak 18 sierpnia odbyły się przesłuchania, w których wystąpiło 10 kandydatów. 19 października ujawniono piosenkę „Doma” skomponowaną przez Darko Dimitrowa oraz Elenę Risteskaz, z którą Marija będzie reprezentować Macedonię w konkursie. 25 listopada odbył się finał konkursu, który został rozegrany w Mińsku na Białorusi. Marija wystąpiła szesnasta w kolejności i zajęła 12. miejsce zdobywszy 99 punktów, w tym 64 punkty od jury (9. miejsce) i 35 punktów od telewidzów (16. miejsce).

### Konkurs Piosenki Eurowizji Junior 2019
5 czerwca 2019 macedońska telewizja potwierdziła udział w 17. Konkursie Piosenki Eurowizji Junior, który został rozegrany w Gliwicach. 9 lipca ujawniono, że do reprezentowania wybrano 14-letnią Miłę Moskow po tym, jak wzięła udział w przesłuchaniach 6 lipca. 9 października ujawniono utwór „Fire” skomponowany przez Łazara Cwetkowskiego, a napisany przez Magdałenę Cwetkowską. 24 listopada wystąpiła czwarta w kolejności startowej i zajęła 6. miejsce z 150 punktami na koncie, w tym 100 punktów od jury (5. miejsce) oraz 50 punktów od telewidzów (9. miejsce).

### Konkurs Piosenki Eurowizji Junior 2020: Brak udziału
25 maja 2020 szef delegacji poinformował, że nadawca wciąż nie podjął decyzji co do udziału w 18. Konkursie Piosenki Eurowizji Junior. 27 lipca ostatecznie nadawca potwierdził, że nie będzie uczestniczył w konkursie ze względu na pandemię wirusa SARS-CoV-2. 27 listopada wyjawiono, że nadawca będzie transmitował konkurs.

### Konkurs Piosenki Eurowizji Junior 2021
12 lipca 2021 telewizja potwierdziła swój powrót, po rocznej przerwie, do udziału w konkursie. 12 października 2021 macedoński nadawca MKRTV ujawnił, że do reprezentowania Macedonii w 19. Konkursie Piosenki Eurowizji Junior wybrano zespół Dajte Muzika, w którego skład wchodzą: Kristina Mukaetowa, Anastasija Dżabirska, Miha Gigow oraz Filip Popowski. 12 listopada wydano konkursową piosenkę „Green Forces”. 19 grudnia wystąpili na koncercie finałowym w La Seine Musicale w Boulogne-Billancourt, pod Paryżem. Zajęli 9. miejsce zdobywszy 114 punktów, w tym 55 punktów od jury (10. miejsce) oraz 59 punktów od telewidzów (7. miejsce).

### Konkurs Piosenki Eurowizji Junior 2022
15 czerwca 2022 macedońska stacja potwierdziła swój udział w jubileuszowym 20. Konkursie Piosenki Eurowizji Junior. Nadawca zdecydował, że wybierze swojego reprezentanta wewnętrznie 23 czerwca podczas przesłuchań, w których artyści zostali poproszeni o wykonanie dwóch utworów wybranych przez siebie. Reprezentant kraju został wybrany decyzją profesjonalnej komisji, której celem było wyłonienie najzdolniejszego kandydata na podstawie poziomu wokalu, prezentacji scenicznej i artystycznej. 29 czerwca poinformowano, że Lara, Jowan i Irina zostali wybrani do reprezentowania Macedonii Północnej.

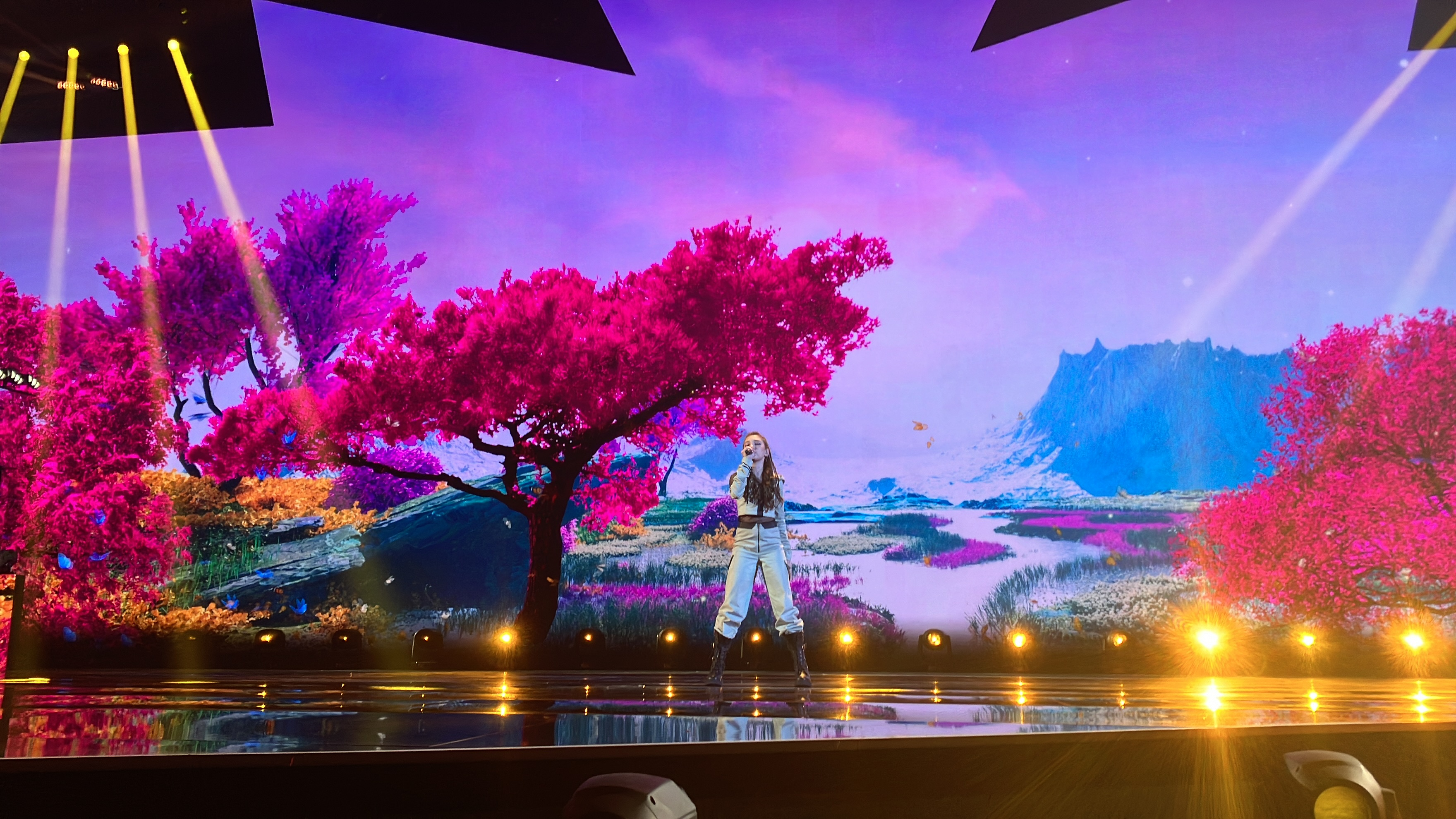
Tamara Grujeska podczas próby generalnej w Nicei

11 grudnia Lara, Jowan i Irina wystąpili dziesiąci w kolejności występów i uplasowali się na 14. miejscu z dorobkiem 54 punktów na koncie, w tym 42 pkt od widzów (15. miejsce) oraz 12 pkt od jury (14. miejsce).

### Konkurs Piosenki Eurowizji Junior 2023
26 kwietnia 2023 macedoński nadawca potwierdził udział w 21. Konkursie Piosenki Eurowizji Junior, oraz otworzył okno zgłoszeń dla potencjalnych kandydatów do reprezentowania Macedonii. 16 maja poinformowano, że do reprezentowania kraju wewnętrznie wybrana została Tamara Grujeska. 16 października 2023 na oficjalnym kanale Junior Eurovision Song Contest opublikowano konkursową piosenkę „Kazi Mi, Kazi Mi Koj” wraz z teledyskiem. 26 listopada 2023 Tamara zajęła 12. miejsce w finale konkursu zdobywszy 76 punktów, w tym 37 pkt od jury (10. miejsce) i 39 pkt od widzów (15. miejsce). 

### Konkurs Piosenki Eurowizji Junior 2024
W lutym macedoński nadawca opublikował budżet na rok 2024 w którym ujawnił, że weźmie udział w 22. Konkursie Piosenki Eurowizji Junior. 3 czerwca 2024 nadawca otworzył okno zgłoszeń dla potencjalnych kandydatów, a 19 czerwca odbyły się przesłuchania w siedzibie MRT. 26 czerwca 2024 ogłoszono, że decyzją komisji jurorskiej do reprezentowania Macedonii Północnej wybrano Anę Wanczewską i Ałekseja Iwanowskiego. 4 października ujawniono konkursowy utwór „Marathon” skomponowany przez Łazara Cwetkowskiego a napisany przez Magdałenę Cwetkowską. 16 listopada duet wystąpił jako siódmy w kolejności i zajął 16. miejsce zdobywszy 54 punkty, w tym 20 pkt od jury (11. miejsce) oraz 34 pkt od widzów (17. miejsce).  

### Konkurs Piosenki Eurowizji Junior 2025
16 maja 2025 macedoński nadawca potwierdził swój udział w 23. Konkursie Piosenki Eurowizji Junior oraz otworzył zgłoszenia dla chętnych kandydatów. Termin zgłoszeń wyznaczono na 25 maja, a przesłuchania odbyły się 27 maja. 13 czerwca 2025 ogłoszono, że na reprezentantkę wybrano 13-letnią Nełę Manczeską.

## Uczestnictwo
Macedonia Północna uczestniczy w Konkursie Piosenki Eurowizji Junior od 2003 z przerwami w latach: 2012, 2014 i 2020. Poniższa tabela uwzględnia nazwiska wszystkich macedońskich reprezentantów, tytuły konkursowych piosenek i języki w których były śpiewane oraz wyniki w poszczególnych latach.
| Rok                       | Artysta                                | Piosenka                   | Język                 | Miejsce | Punkty |
| ------------------------- | -------------------------------------- | -------------------------- | --------------------- | ------- | ------ |
| 2003                      | Marija i Wiktorija                     | „Ti ne me poznawasz”       | macedoński            | 12      | 19     |
| 2004                      | Martina Siłjanowska                    | „Zabawa”                   | macedoński            | 7       | 64     |
| 2005                      | Denis Dimoski                          | „Rodendeski bakneż”        | macedoński            | 8       | 68     |
| 2006                      | Zana Aliu                              | „Wlubena”                  | macedoński            | 15      | 14     |
| 2007                      | Rosica Kułakowa i Dimitar Stojmenowski | „Ding Ding Dong”           | macedoński            | 5       | 111    |
| 2008                      | Bobi Andonow                           | „Prati mi SMS”             | macedoński            | 5       | 93     |
| 2009                      | Sara Markoska                          | „Za lubowta”               | macedoński            | 12      | 31     |
| 2010                      | Ania Weterowa                          | „Magiczna pesna (Eo Eo)”   | macedoński            | 12      | 38     |
| 2011                      | Dorijan Dłaka                          | „Żimi owoj frak”           | macedoński            | 12      | 31     |
| Brak reprezentanta w 2012 |                                        |                            |                       |         |        |
| 2013                      | Barbara Popowiḱ                        | „Ohrid i muzika”           | macedoński            | 12      | 19     |
| Brak reprezentanta w 2014 |                                        |                            |                       |         |        |
| 2015                      | Iwana i Magdałena                      | „Płetenka – Braid of Love” | macedoński            | 17      | 26     |
| 2016                      | Martija Stanojkowiḱ                    | „Love Will Lead Our Way”   | macedoński, angielski | 12      | 41     |
| 2017                      | Mina Błażew                            | „Dancing Through Life”     | macedoński, angielski | 12      | 69     |
| 2018                      | Marija Spasowska                       | „Doma (Home)”              | macedoński            | 12      | 99     |
| 2019                      | Miła Moskow                            | „Fire”                     | macedoński, angielski | 6       | 150    |
| Brak reprezentanta w 2020 |                                        |                            |                       |         |        |
| 2021                      | Dajte Muzika                           | „Green Forces”             | macedoński, angielski | 9       | 114    |
| 2022                      | Lara feat. Jowan i Irina               | „Żiwotot e pred mene”      | macedoński, angielski | 14      | 54     |
| 2023                      | Tamara Grujeska                        | „Każi mi, każi mi koj”     | macedoński, angielski | 12      | 76     |
| 2024                      | Ana i Ałeksej                          | „Marathon”                 | macedoński, angielski | 16      | 54     |
| 2025                      | Neła Manczeska                         |                            |                       |         |        |

Legenda:
     1. miejsce
     2. miejsce
     3. miejsce
     Ostatnie miejsce

## Historia głosowania w finale (2003–2022)
Poniższe tabele pokazują, którym krajom Macedonia Północna przyznaje w finale najwięcej punktów oraz od których państw macedońscy reprezentanci otrzymują najwyższe noty.
| L.p. | Kraj     | Punkty |
| ---- | -------- | ------ |
| 1    | Serbia   | 97     |
| 2    | Białoruś | 70     |
| 3    | Rosja    | 65     |
| 4    | Armenia  | 64     |
| 5    | Malta    | 58     |

| L.p. | Kraj              | Punkty |
| ---- | ----------------- | ------ |
| 1    | Serbia            | 72     |
| 2    | Holandia          | 37     |
| 3    | Malta             | 34     |
| 4    | Rumunia · Albania | 32     |
| 5    | Białoruś          | 31     |

## Komentatorzy i sekretarze
Spis poniżej przedstawia wszystkich macedońskich komentatorów konkursu oraz krajowych sekretarzy podających punkty w finale.
| Komentatorzy i sekretarze z Macedonii Północnej | Komentatorzy i sekretarze z Macedonii Północnej | Komentatorzy i sekretarze z Macedonii Północnej |
| Rok                                             | Komentator                                      | Sekretarz                                       |
| ----------------------------------------------- | ----------------------------------------------- | ----------------------------------------------- |
| 2003                                            | Miłanka Raszik                                  | Geel Ke                                         |
| 2004                                            | Miłanka Raszik                                  | Filip                                           |
| 2005                                            | Miłanka Raszik                                  | Wase Dokowski                                   |
| 2006                                            | Miłanka Raszik                                  | Denis Dimoski                                   |
| 2007                                            | Miłanka Raszik                                  | Miła Zafirović                                  |
| 2008                                            | Iwona Bogoewska                                 | Marija Zafirowska                               |
| 2009                                            | Dime Dimitrowski                                | Jowana Krstewska                                |
| 2010                                            | Toni Drenkowski i Monika Todorowska             | Sara Markoska                                   |
| 2011                                            | Elizabeta Cebova                                | Anja Weterowa                                   |
| Brak reprezentanta i transmisji w 2012          |                                                 |                                                 |
| 2013                                            | Tina Tautowiḱ i Spasija Welanoska               | Sofija Spasenoska                               |
| Brak reprezentanta i transmisji w 2014          |                                                 |                                                 |
| 2015                                            | Tina Tautowiḱ i Spasija Welanoska               | Aleksandrija Čaliowski                          |
| 2016                                            | Eli Tanaskowska                                 | Antonija Dimitrijewska                          |
| 2017                                            | Tina Tautovic                                   | Kjara Blažew                                    |
| 2018                                            | Eli Tanaskowska                                 | Arina Pekhterewa                                |
| 2019                                            | Eli Tanaskowska                                 | Magdalena                                       |
| 2020                                            | Eli Tanaskowska                                 | Kraj nie brał udziału w konkursie               |
| 2021                                            | Eli Tanaskowska                                 | Fendi                                           |
| 2022                                            | Eli Tanaskowska                                 | Mariam Mamadaszwili                             |
| 2023                                            | Eli Tanaskowska                                 | Sofya Lyubinskaya                               |
| 2024                                            | Eli Tanaskowska                                 | Aleksandra Mitewska                             |